# Poison Heart
Singles de Ramones
I Believe in Miracles
(1989) Strength to Endure
(1992)
Poison Heart est une chanson du groupe punk rock américain The Ramones. Écrite par Dee Dee Ramone et Daniel Rey, ce titre de 4 min 04 s, se hissa la sixième place du Billboard Hot 100 en 1992.
C'est le troisième extrait du douzième album des Ramones, intitulé Mondo Bizarro.
La chanson fut cependant d'abord volée par Stiv Bators (il avait, selon Dee Dee, prit le morceau sur un enregistrement démo que Dee Dee avait sur cassette[réf. nécessaire]) et enregistrée par celui-ci en 1990. Elle ne sera pourtant présente que sur l'album de 1996 : The Last Race.